# J'accuse
J'accuse (tựa tiếng Anh: An Officer and a Spy) là một bộ phim điện ảnh cổ trang của Pháp-Ý năm 2019 do Roman Polanski đạo diễn về vụ bê bối Dreyfus, với kịch bản chắp bút bởi Polanski và Robert Harris dựa trên cuốn tiểu thuyết cùng tên của Harris ra mắt năm 2013.
Phim có buổi lễ ra mắt tại Liên hoan phim quốc tế Venezia lần thứ 76 vào ngày 30 tháng 8 năm 2019 và đoạt giải đặc biệt của Ban Giám khảo. Phim giành tới 12 đề cử tại lễ trao giải César lần thứ 45 (nhiều đề cử nhất mà một tác phẩm có thể nhận được) và thắng các giải Đạo diễn xuất sắc nhất, Kịch bản chuyển thể hay nhất và Thiết kế phục trang xuất sắc nhất.
Là bộ phim điện ảnh đầu tiên của Polanski đến ở thời hậu phong trào Me Too, quá trình sản xuất và phát hành cũng như các giải thưởng mà phim đạt được tại Pháp và Ý gây ra nhiều tranh cãi, liên quan đến vụ đạo diễn này bị kết tội cưỡng hiếp vào năm 1978 và những cáo buộc cưỡng hiếp khác.

## Tóm lược nội dung
Phim tập trung vào vụ bê bối Dreyfus nổi tiếng vào thế kỉ 19. Jean Dujardin là người thủ vai sĩ quan người Pháp Georges Picquart. Sau khi được bổ nhiệm làm trưởng ban tình báo của quân đội (Phòng Nhì – service de renseignement militaire), năm 1985, ông phát hiện ra bằng chứng giả được dùng để kết tội Alfred Dreyfus, một trong số ít thành viên người Do Thái thuộc bộ tổng tham mưu quân đội Pháp, về việc tiết lộ những bí mật quân sự cho Đế quốc Đức. Picquart chấp nhận mạo hiểm cả sự nghiệp lẫn tính mạng của mình, đấu tranh trong một thập kỷ để phơi bày sự thật và trả tự do cho người bị kết án sai là Dreyfus khỏi nhà tù Devil's Island đáng sợ.

## Diễn viên
- Jean Dujardin vai Georges Picquart
- Louis Garrel vai Alfred Dreyfus
- Emmanuelle Seigner vai Pauline Monnier
- Mathieu Amalric vai Alphonse Bertillon
- Melvil Poupaud vai Fernand Labori
- Eric Ruf vai Jean Sandherr
- Laurent Stocker vai Georges-Gabriel de Pellieux
- Michel Vuillermoz vai Armand du Paty de Clam
- Denis Podalydès vai Edgar Demange
- Wladimir Yordanoff vai Auguste Mercier
- Didier Sandre vai Raoul Le Mouton de Boisdeffre
- Grégory Gadebois vai Hubert-Joseph Henry
- Vincent Grass vai Jean-Baptiste Billot
- Hervé Pierre vai Charles-Arthur Gonse

## Sản xuất
Robert Harris có cảm hứng để sáng tác cuốn tiểu thuyết bởi Polanski – người bạn lâu năm của ông hứng thú với vụ Dreyfus. Harris viết hậu truyện với một kịch bản về cùng câu chuyện có tựa là D, còn Polanski xác nhận làm đạo diễn vào năm 2012.
Bộ phim đánh dấu lần thứ ba hợp tác giữa Harris và Polanski. Trong quá khứ Harris từng cùng Polanski chắp bút xây dựng kịch bản cho The Ghost Writer – một bản chuyển thể điện ảnh từ The Ghost, cũng là một trong những tác phẩm của Harris. Cả hai hợp tác lần đầu vào năm 2007 trong bản chuyển thể điện ảnh cuốn tiểu thuyết Pompeii của Harris, dự án bị hủy trước khi ghi hình bởi cuộc đình công của các diễn viên.
Mặc dù lấy bối cảnh tại Paris, J'accuse lại lên lịch quay đầu tiên tại Warsaw vào năm 2014 để tiết kiệm kinh phí. Quá trình sản xuất bị hoãn sau khi Polanski chuyển đến Ba Lan để ghi hình và chính phủ Hoa Kỳ đưa các giấy tờ để dẫn độ ông. Sau cùng chính phủ Ba Lan từ chối yêu cầu phía Mỹ, đến lúc đó tín dụng thuế bộ phim mới của Pháp đã được giới thiệu, cho phép phim ghi hình tại Paris.
Phim có kinh phí 60 triệu euro và bắt đầu đi vào sản xuất vào tháng 7 năm 2016, nhưng phim lại một lần nữa bị hoãn trong khi Polanski chờ đợi sự góp mặt của một ngôi sao giấu tên.
Phim bắt đầu quay vào ngày 26 tháng 11 năm 2018 và đóng máy vào ngày 28 tháng 4 năm 2019. Phim do hãng Légende Entreprises của Alain Goldman chịu trách nhiệm sản xuất và phân phối bởi Gaumont.

## Phát hành
J'accuse có buổi công chiếu toàn thế giới tại Liên hoan phim Venezia vào ngày 30 tháng 8 năm 2019. Tại sự kiện này tác phẩm đã đoạt giải đặc biệt của Ban Giám khảo. Phim lần lượt ra rạp tại Pháp vào ngày 13 tháng 11 năm 2019 và tại Ý vào ngày 21 tháng 11 năm 2019.

## Đón nhận
Trên hệ thống tổng hợp kết quả đánh giá Rotten Tomatoes, J'accuse nhận được 74% lượng đồng thuận dựa theo 27 bài đánh giá, với điểm trung bình là 6,78/10. Trên chuyên trang Metacritic, phim đạt số điểm 56 trên 100 dựa trên 9 nhà phê bình, chủ yếu là những đánh giá trái chiều hoặc ở mức trung bình. Tác phẩm đã nhận được sự tán dương nồng nhiệt trong buổi chiếu ra mắt tại Venezia và được đa số các phê bình gia nhận xét tích cực. David Sexton từ Evening Standard chấm phim 4/5 và nhận xét, "Đây là một tác phẩm chất lượng cao xuất sắc về cách làm một bộ phim lịch sử." Tuy nhiên phim còn bị chỉ trích dữ dội do có chi tiết tương đồng giữa việc Polanski bị cáo buộc lạm dụng tình dục ngoài đời thật và cốt truyện của phim.

## Tranh cãi
Việc Polanski tham dự Liên hoan phim Venezia là lần đầu tiên ông góp mặt trong bộ phim điện ảnh lớn kể từ khi bị Viện Hàn lâm Khoa học và Nghệ thuật Điện ảnh trục xuất vào tháng 5 năm 2018. Tại liên hoan phim, trưởng ban giám khảo Lucrecia Martel cho biết: "Tôi không tách người đàn ông này khỏi mảng nghệ thuật. Tôi cho rằng những khía cạnh của tác phẩm nổi bật hơn là con người ông ta." Các công ty phân phối phim của Mỹ đã từ chối lời mời đến buổi giới thiệu đấu giá phim trong lúc diễn ra Liên hoan phim Cannes. Howard Cohen của Roadside Attractions cho biết: "Chúng tôi nghĩ sẽ cân nhắc nó, dù thậm chí tôi chẳng chắc chắn rằng mình cảm thấy như thế nào. Mọi người đã phát hành các bộ phim của ông ta trong nhiều năm. Giờ thì chúng tôi đang xem xét nó qua một góc nhìn khác với lý do chính đáng. Chúng tôi phải tìm kiếm linh hồn của mình nếu đó là điều đúng đắn. Việc phát hành bộ phim này có ý nghĩa gì không? Tôi không nghĩ là câu hỏi đó đã được giải đáp ngay cả trong tâm trí mình."
Tháng 11 năm 2019, 5 ngày trước khi phát hành chính thức J'accuse tại Pháp, Polanski đối mặt với cáo buộc cưỡng hiếp đến từ một phụ nữ người Pháp, Valentine Monnier. Cho đến lúc phát hành, các nhóm hoạt động nữ quyền đã xâm lấn hoặc phong tỏa một số cụm rạp, khiến phim bị hủy chiếu ở một số nơi.
Khi phim nhận 12 đề cử giải César vào tháng 1 năm 2020, những nhóm nữ quyền cho rằng Viện Hàn lâm Điện ảnh Pháp đang hoan nghênh "một kẻ hiếp dâm và lạm dụng tình dục đang chạy trốn". Sau cùng Polanski cùng những thành viên khác trong ê-kíp thực hiện J'accuse không tham dự lễ trao giải César lần thứ 45. Không có ai lên phát biểu nhận giải thay Polanski, dù cá nhân ông được trao giải César cho đạo diễn xuất sắc nhất và bị khán giả phản đối kịch liệt. Chỉ một số ít người vỗ tay, thậm chí vài người vì quá ghê tởm đã bước ra khỏi khán phòng, tiêu biểu là Adèle Haenel, người nhận đề cử Nữ diễn viên chính xuất sắc nhất.